# Леньково (Рузский городской округ)
Леньково — деревня в Рузском районе Московской области, входит в состав сельского поселения Ивановское. Население 97 человек на 2006 год. До 2006 года Леньково входило в состав Ивановского сельского округа.
Деревня расположена в центральной части района, примерно в 4 километрах к северо-западу от Рузы, на левом берегу реки Руза, у впадения притока Озерны, через Леньково проходит шоссе 46К-9191 Волоколамск — Руза, высота центра над уровнем моря 185 м. Посёлок Гидроузел в 100 м севернее, деревня Ракитино в 300 м южнее, через реку Озерну.